# Mexicananus levis
Mexicananus levis är en insektsart som beskrevs av Delong 1944. Mexicananus levis ingår i släktet Mexicananus och familjen dvärgstritar. Inga underarter finns listade i Catalogue of Life.